# Паоло Дженовезе
Пао́ло Дженове́зе (італ. Paolo Genovese; 20 серпня 1966, Рим, Італія) — італійський кінорежисер та сценарист. Лауреат та номінант багатьох міжнародних та національних кінонагород .

## Біографія
Паоло Дженовезе народився в Римі 20 серпня 1966 року. Закінчив Університет економіки та бізнесу. До приходу в кінематограф працював рекламним агентом в американській фірмі McCann Erickson, знявши понад сто рекламних роликів і здобувши декілька нагород, ді-джеєм і навіть інструктором вітрильного спорту.
Дженовезе дебютував як режисер у творчому союзі з Лукою Міньєро з короткометражкою «Відкриття Волтера» (італ. La scoperta di Walter). Потім у 2002 році вони спільно зняли повнометражну комедію «Неаполітанська чарівливість», відмічену критиками та низкою фестивальних та професійних кінопремій.
У 2010 році Паоло Дженовезе самостійно зрежисував комедію «Незрілі», головні ролі в якій виконали Рауль Бова, Барбора Бобулова та Амбра Анджоліні.
У 2012 році Паоло Дженовезе випустив комедію з елементами драми «Ідеальна сім'я» з Серджіо Кастеллітто, Клаудією Джеріні та Кароліною Крешентіні в головних ролях. Фільм розповідає про немолодого самотнього чоловіка, який наймає акторів, щоб створити ілюзію великої сім'ї на різдвяному святі.
Найбільшу популярність приніс режисерові фільм «Ідеальні незнайомці» (2016), знятий в улюбленому комедійно-драматичному жанрі. Фільм отримав позитивні відгуки глядачів і кінокритиків та був відзначений низкою нагород, у тому числі премією «Давид ді Донателло», Фестивалю Трайбека та Міжнародного кінофестивалю Барі.
У 2017 році на екрани вийшов фільм Паоло Дженовезе «Місце», в якому режисер, як завжди, піднімає теми людських стосунків і вад. Ця кіноробота режисера у 2018 році була номінована у 8-ми категоріях на здобуття італійської національної кінопремії «Давид ді Донателло», у тому числі за найкращу режисерську роботу та найкращий адаптований сценарій, написаний Дженовезе у співавторстві з Ізабеллою Агілар.

## Фільмографія
| Рік   |     | Назва українською                                  | Оригінальна назва                         | Режисер | Сценарист |
| ----- | --- | -------------------------------------------------- | ----------------------------------------- | ------- | --------- |
| 1998  | к/м | Відкриття Волтера                                  | La scoperta di Walter                     | Так     |           |
| 1999  | к/м | Малі речі, що не піддаються кількісному оцінюванню | Piccole cose di valore non quantificabile | Так     | Так       |
| 2002  | к/м | Пара (або заходи кохання)                          | Coppia (o le misure dell'amore)           | Так     | Так       |
| 2002  |     | Неаполітанська чарівливість                        | Incantesimo napoletano                    | Так     | Так       |
| 2005  |     | На автовідповідачі немає повідомлень               | Nessun messaggio in segreteria            | Так     | Так       |
| 2006— | т/с | Пологове відділення                                | Nati ieri                                 | Так     |           |
| 2007  | т/ф | Подорож до Італії — правдива історія               | Viaggio in Italia — Una favola vera       | Так     | Так       |
| 2008  |     | Ніч на двох                                        | Questa notte è ancora nostra              | Так     | Так       |
| 2010  |     | Банда Санта-Клаусів                                | La banda dei Babbi Natale                 | Так     |           |
| 2011  |     | Незрілі                                            | Immaturi                                  | Так     | Так       |
| 2012  |     | Ідеальна сім'я                                     | Una famiglia perfetta                     | Так     | Так       |
| 2012  |     | Незрілий 2: Подорож                                | Immaturi — Il viaggio                     | Так     | Так       |
| 2013  |     | Фантастичні приїзди та від'їзди                    | Un fantastico via vai                     |         | Так       |
| 2014  |     | Пам'ятаєш мене?                                    | Ti ricordi di me?                         |         | Так       |
| 2014  |     | В усьому винен Фрейд                               | Tutta colpa di Freud                      | Так     | Так       |
| 2015  |     | Ти бувала на Місяці?                               | Sei mai stata sulla luna?                 | Так     | Так       |
| 2016  | к/м | Назавжди                                           | Per sempre                                | Так     | Так       |
| 2016  |     | Ідеальні незнайомці                                | Perfetti sconosciuti                      | Так     | Так       |
| 2017  |     | Місце                                              | The Place                                 | Так     | Так       |
| 2018  |     | Гра                                                | Le jeu                                    |         | Так       |

## Визнання
| Рік                                                                                   | Категорія                                                             | Фільм                                              | Результат    |
| ------------------------------------------------------------------------------------- | --------------------------------------------------------------------- | -------------------------------------------------- | ------------ |
| Міжнародний кінофестиваль у Локарно                                                   |                                                                       |                                                    |              |
| 1998                                                                                  | Нагорода Youth on Youth (Спеціальна згадка) — Нові італійські таланти | Неаполітанська чарівливість                        | Перемога     |
| Кінофестиваль короткометражних фільмів у Обергаузені                                  |                                                                       |                                                    |              |
| 1999                                                                                  | Приз FICC — Почесна згадка                                            | Неаполітанська чарівливість                        | Перемога     |
| Міжнародний кінофестиваль короткометражного кіно «Capalbio Cinema» (Капалбіо, Італія) |                                                                       |                                                    |              |
| 1999                                                                                  | Приз глядачів                                                         | Відкриття Волтера                                  | Перемога     |
| 2000                                                                                  | Молодіжна премія                                                      | Малі речі, що не піддаються кількісному оцінюванню | Перемога     |
| 2000                                                                                  | Приз FICE                                                             | Малі речі, що не піддаються кількісному оцінюванню | Перемога     |
| Європейський кінофестиваль перших фільмів в Анже                                      |                                                                       |                                                    |              |
| 1900                                                                                  | Приз європейського журі за короткометражний фільм                     | Відкриття Волтера                                  | Перемога     |
| Туринський кінофестиваль                                                              |                                                                       |                                                    |              |
| 2002                                                                                  | Приз міста Турниа за найкращий італійський фільм                      | Пара (або заходи кохання)                          | Номінація    |
| 2002                                                                                  | Приз глядачів за найкращий італійський фільм                          | Пара (або заходи кохання)                          | Перемога     |
| Премія «Золотий глобус» (Італія)                                                      |                                                                       |                                                    |              |
| 2002                                                                                  | Найкращий перший художній фільм                                       | Неаполітанська чарівливість                        | Перемога     |
| Премія «Золота хлопавка»                                                              |                                                                       |                                                    |              |
| 2002                                                                                  | Найкращий сценарій                                                    | Неаполітанська чарівливість                        | Номінація    |
| 2016                                                                                  | Найкращий фільм                                                       | Ідеальні незнайомці                                | Перемога     |
| 2016                                                                                  | Найкращий сценарій (у співавторстві)                                  | Ідеальні незнайомці                                | Перемога     |
| Премія «Давид ді Донателло»                                                           |                                                                       |                                                    |              |
| 2011                                                                                  | Найкращий режисер                                                     | Незрілі                                            | Номінація    |
| 2011                                                                                  | Найкращий сценарій                                                    | Незрілі                                            | Номінація    |
| 2013                                                                                  | «Молодіжний Давид»                                                    | Ідеальна сім'я                                     | Номінація    |
| 2014                                                                                  | «Молодіжний Давид»                                                    | В усьому винен Фрейд                               | Номінація    |
| 2016                                                                                  | Найкращий фільм                                                       | Ідеальні незнайомці                                | Перемога     |
| 2016                                                                                  | Найкращий режисер                                                     | Ідеальні незнайомці                                | Номінація    |
| 2016                                                                                  | Найкращий сценарій (у співавторстві)                                  | Ідеальні незнайомці                                | Перемога     |
| 2018                                                                                  | Найкращий режисер                                                     | Місце                                              | Номінація    |
| 2018                                                                                  | Найкращий адаптований сценарій (у співавторстві)                      | Місце                                              | Номінація    |
| 2018                                                                                  | «Молодіжний Давид»                                                    | Місце                                              | Номінація    |
| Італійський національний синдикат кіножурналістів                                     |                                                                       |                                                    |              |
| 2011                                                                                  | Премія «Срібна стрічка» за найкращу кінокомедію                       | Незрілі                                            | Номінація    |
| 2011                                                                                  | Премія «Срібна стрічка» за найкращий сценарій                         | Незрілі                                            | Номінація    |
| 2011                                                                                  | Премія «Срібна стрічка» за найкращу кінокомедію                       | Банда Санта-Клаусів                                | Номінація    |
| 2012                                                                                  | Премія «Срібна стрічка» за найкращу кінокомедію                       | Незрілий 2: Подорож                                | Номінація    |
| 2013                                                                                  | Премія «Срібна стрічка» за найкращу кінокомедію                       | Ідеальна сім'я                                     | Номінація    |
| 2014                                                                                  | Премія «Срібна стрічка» за найкращу кінокомедію                       | В усьому винен Фрейд                               | Номінація    |
| 2016                                                                                  | Премія «Срібна стрічка» за найкращу кінокомедію                       | Ідеальні незнайомці                                | Перемога     |
| 2016                                                                                  | Премія «Срібна стрічка» за найкращий сценарій                         | Ідеальні незнайомці (у співавторстві)              | Номінація    |
| Премія «Золотий кубок»                                                                |                                                                       |                                                    |              |
| 2013                                                                                  | Найкращий комедійний режисер                                          | Незрілий 2: Подорож Ідеальні незнайомці            | Номінація    |
| Каїрський міжнародний кінофестиваль                                                   |                                                                       |                                                    |              |
| 2016                                                                                  | «Золота піраміда» за найкращий фільм                                  | Ідеальні незнайомці                                | Номінація    |
| 2016                                                                                  | Найкращий сценарій (у співавторстві)                                  | Ідеальні незнайомці                                | Перемога     |
| Норвезький міжнародний кінофестиваль                                                  |                                                                       |                                                    |              |
| 2016                                                                                  | Приз глядачів за найкращий фільм                                      | Ідеальні незнайомці                                | Перемога     |
| Кінофестиваль «Трайбека»                                                              |                                                                       |                                                    |              |
| 2016                                                                                  | Найкращий міжнародний оповідний фільм                                 | Ідеальні незнайомці                                | Номінація    |
| 2016                                                                                  | Найкращий сценарій міжнародного оповідного фільму                     | Ідеальні незнайомці (у співавторстві)              | Перемога     |
| Вільнюський міжнародний кінофестиваль                                                 |                                                                       |                                                    |              |
| 2017                                                                                  | Приз глядачів                                                         | Ідеальні незнайомці                                | Перемога     |
| Премія «Орли»                                                                         |                                                                       |                                                    |              |
| 2018                                                                                  | Найкращий європейський фільм                                          | Ідеальні незнайомці                                | В очікуванні |